# Sò lụa
Sò lụa (Danh pháp khoa học: Paratapes undulatus) là một loài động vật hai mảnh vỏ thuộc họ Sò sinh sống trên đáy cát bùn ven bờ. Khu vực phân bố ở Việt Nam thuộc các tỉnh Hà Tiên, Rạch Giá (Kiên Giang), quanh đảo Bà Lụa (Bình Thuận), Thị xã Sông Cầu (Phú Yên) nằm bên bờ vịnh Xuân Đài.

## Đặc điểm sinh học
Sò lụa có đặc điểm cũng như sò huyết nhưng vỏ trơn không sọc vỏ sò cỡ trung bình, hình oval dài, mặt ngoài láng có những vân hình chữ chi ở khắp mặt vỏ. Mặt ngoài vàng nhạt, mặt trong trắng. Chiều dài trung bình 50–65 mm, chiều cao 25–30 mm và chiều rộng 15–20 mm. Thịt sò trắng hồng có độ dai vừa thơm, ngọt và có vị nồng thơm  khi đun lâu vì thịt sò sẽ dai và ra nhiều nước
Vỏ cỡ trung bình, tương đối mỏng, có dạng hình bầu dục dài, dài 54mm, cao 30mm, rộng 16mm. Khoảng cách từ đỉnh vỏ đến mép sau bằng 1,5 lần khoảng cách từ đỉnh vỏ đến mép trước, phần trước mép lưng vỏ lõm. Mặt nguyệt rõ ràng. Da vỏ láng, các vòng sinh trưởng min sắp xếp khit nhau, mặt vỏ có nhiều vân phóng xạ màu tím gấp khúc dạng hình mạng lưới. Chúng phân bố ở Việt Nam, nghêu lụa được phân bố nhiều nhất ở khu vực ven biển miền Trung đến Nam Bộ, từ vùng dưới triều đến vùng biển nông, đáy bùn cát. Tập trung chủ yếu ở Hà Tiên, Rạch Giá, quanh đảo Bà Lụa, Bình Thuận

## Giá trị
Thịt sò lụa tươi sống, chế biến đông lạnh hoặc đóng hộp được tiêu thụ rộng trong thị trường nội địa và xuất khẩu. Sò lụa được làm nguyên liệu để chế biến thành những món ăn ngon như sò lụa xào Sa tế, sò lụa hấp, sau mầm trộn sò lụa, Bông hẹ xào sò lụa Sò lụa vừa chín không dai, hương vị thơm, vừa miệng

## Hình ảnh

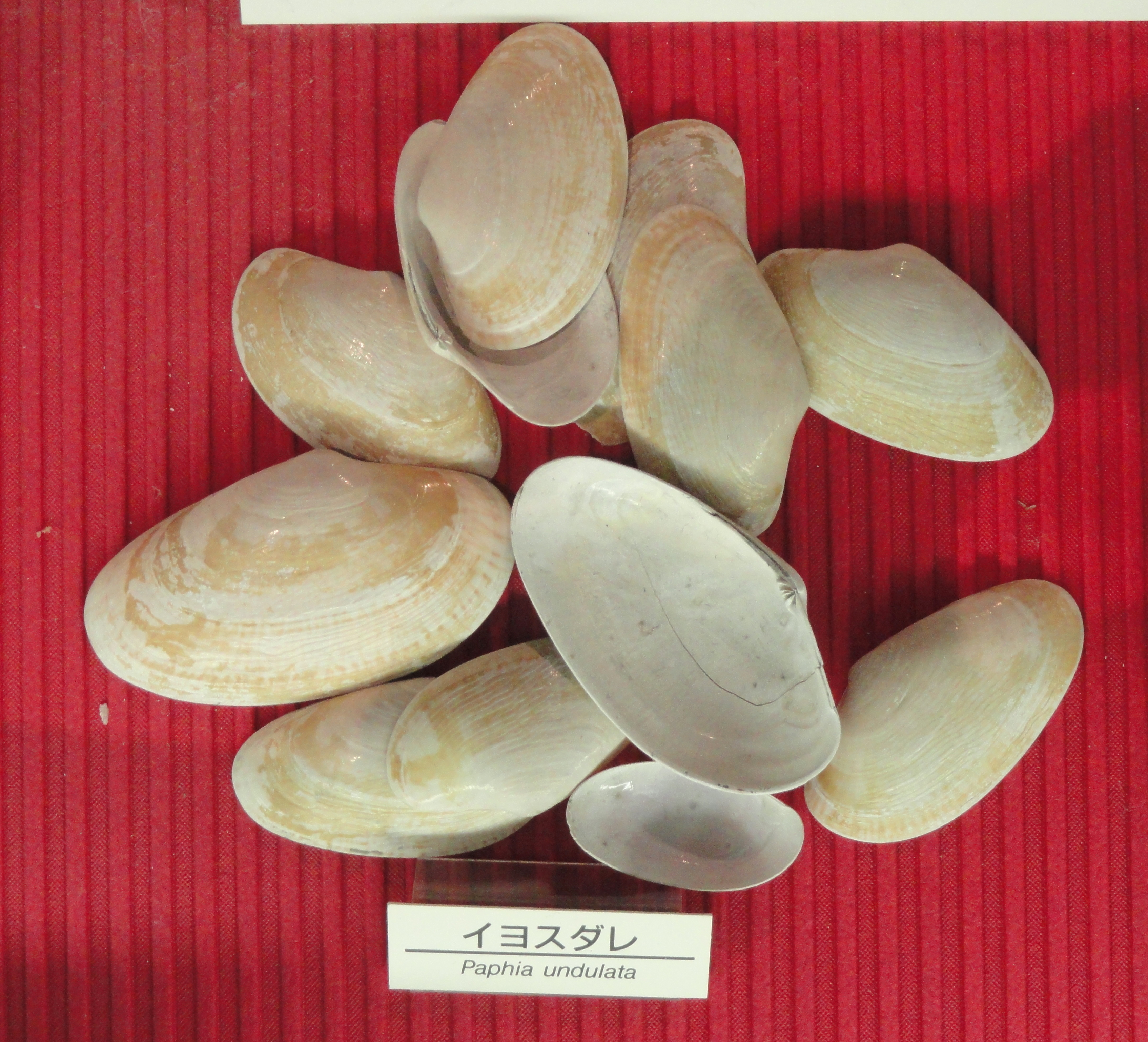
Paratapes undulatus, museum specimen
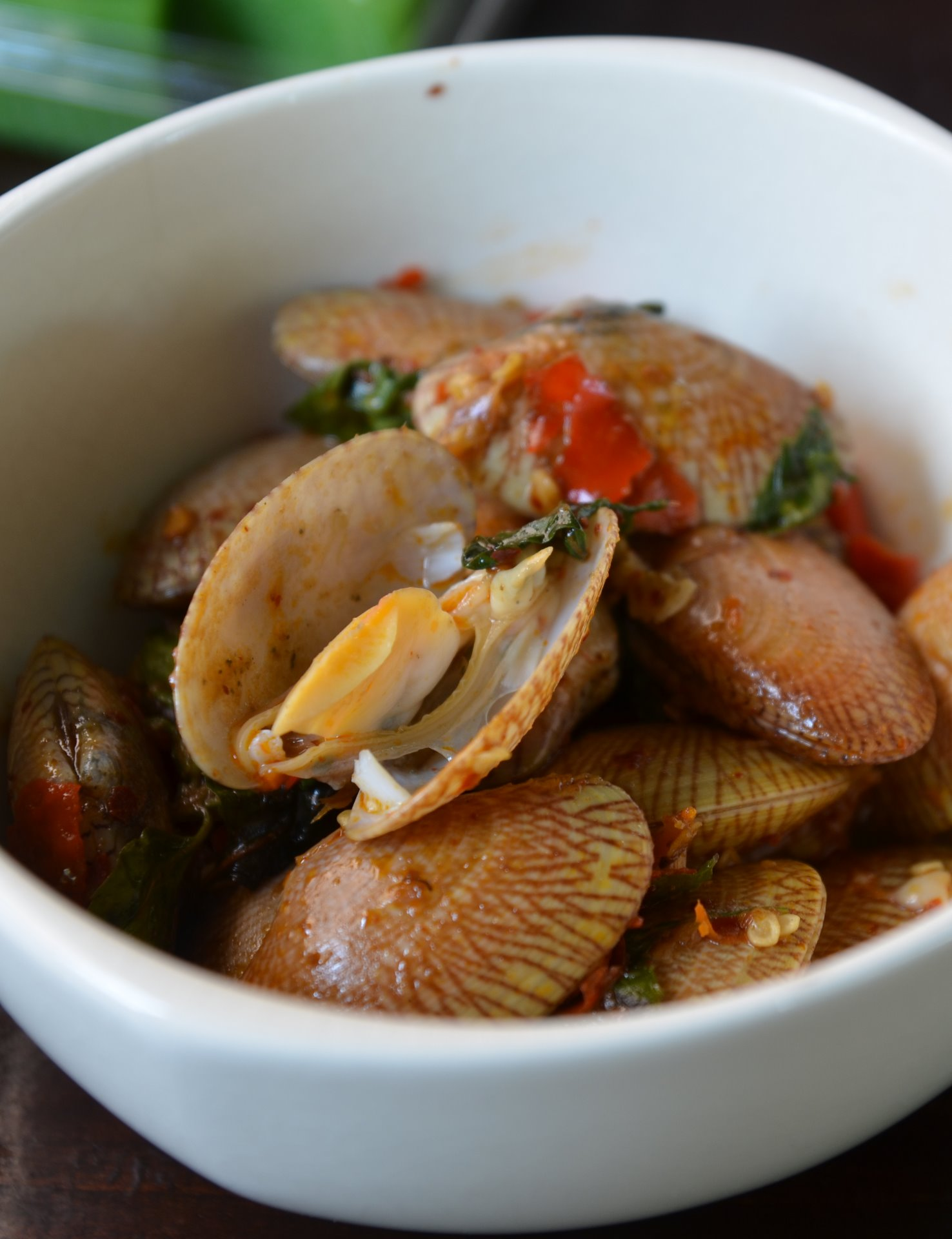
Paratapes undulatus used as food in Thailand